# Multioppia similis
Multioppia similis är en kvalsterart som beskrevs av Sandór Mahunka 1982. Multioppia similis ingår i släktet Multioppia och familjen Oppiidae. Inga underarter finns listade i Catalogue of Life.